# Camilla Store Best Friends
Camilla Store Best Friends è stato un programma televisivo trasmesso su Super! dal 12 maggio 2014 all'anno seguente, condotto da Fiore Manni. Si trattava di uno spin-off del programma Camilla Store.

## Il programma
Fiore questa volta non avrà una sola ospite, ma due migliori amiche, a cui insegnerà i segreti della moda.

## Edizioni
| Edizione | Inizio         | Fine           | Rete televisiva | Puntate | Giorno | Conduzione  |
| -------- | -------------- | -------------- | --------------- | ------- | ------ | ----------- |
| 1        | 12 maggio 2014 | 14 luglio 2014 | Super!          | 10      | Lunedì | Fiore Manni |
| 2        | 20 aprile 2015 | 22 giugno 2015 | Super!          | 10      | Lunedì | Fiore Manni |